# Чинг (музыкальный инструмент)
Чинг (тайск. ฉิ่ง, по-английски: Ching или Chhing) — бронзовые чашеобразные музыкальные тарелки диаметром 5-6.5 см, распространённые в Юго-Восточной Азии. Используются в традиционных ансамблях, буддийских ритуалах, а также в музыке для боёв Муай тай. Классический ритм игры на них состоит из чередований открытого («чинг») и закрытого («чеп») звучаний (при ударе, соответственно, чашечки либо размыкают, либо удерживают вместе).